# Tân Minh, Thường Tín
Tân Minh là một xã thuộc huyện Thường Tín, thành phố Hà Nội, Việt Nam.

## Thông tin địa lý
Xã Tân Minh có diện tích: 5,15 km². Theo Tổng điều tra dân số năm 1999, xã Tân Minh có dân số 7.097 người.
Địa giới hành chính: 
- Phía đông giáp xã Nguyễn Trãi (huyện Thường Tín).
- Phía nam giáp xã Dũng Tiến (huyện Thường Tín) ở phía Đông Nam và xã Liên Châu (huyện Thanh Oai) ở phía Tây Nam.
- Phía tây giáp xã Tân Ước (huyện Thanh Oai) và Tiền Phong huyện Thường Tín (ở phía Tây Bắc).
- Phía bắc giáp xã Tiền Phong.

## Hành chính
Xã Tân Minh gồm có 5 thôn: 
- Thôn Thọ Giáo (hợp nhất 2 thôn: Thọ Ngãi và Giáo Giáp)
- Thôn Phúc Trại
- Thôn Phú Lương
- Thôn Triều Đông
- Thôn La Uyên (xưa là xã La Uyên tổng La Phù huyện Thượng Phúc phủ Thường Tín trấn Sơn Nam Thượng).

## Giao thông
Một công trình giao đã được đưa vào sử dụng mang hiệu quả cao đó là: Cầu Là - một cây cầu nối 2 xã Nguyễn Trãi và Tân Mình qua sông Nhuệ.
Cầu Là: cách Ga xe lửa Thường Tín, Quốc lộ 1 chưa đầy 4km và cách chùa Đậu 1,5 km (một ngôi chùa có liên đại 400 năm còn nguyên nét cổ thời Lý).